# Acacia auronitens
Acacia auronitens é uma espécie de leguminosa do gênero Acacia, pertencente à família Fabaceae.